# Filtr informacji
Filtr informacji – system informacyjny, który działając w sposób ciągły ze strumieniem dokumentów, eliminuje dokumenty irrelewantne na podstawie profili wyrażających stałe w czasie potrzeby informacyjne użytkowników.
Przedmiotem zainteresowania filtrów są jednostki informacji, które powyżej zostały określone mianem dokumentów. Dokument jest tutaj rozumiany bardzo szeroko, jako treść mająca znaczenie dla odbiorcy, którą można mu zaprezentować.

## Definicja formalna filtru informacyjnego
Filtr informacyjny jest to czwórka {\displaystyle \{D,P,F,R(P,d_{j})\},} gdzie:
- {\displaystyle D} – zbiór reprezentacji pewnego strumienia dokumentów,
- {\displaystyle P} – zbiór reprezentacji stałych potrzeb informacyjnych użytkowników nazywanych profilami,
- {\displaystyle F} – ontologia użyta do modelowania reprezentacji dokumentów, profili i ich realizacji,
- {\displaystyle R(P,d_{j})} – funkcja relewancji, która przypisuje liczbę rzeczywistą parze złożonej z zapytania i reprezentacji pewnego dokumentu.

## Historia
Filtry informacyjne były początkowo nazywane systemami selektywnego rozpowszechnienia informacji lub czasami systemami selektywnej dystrybucji informacji (ang. Selective Dissemination of Information – SDI) (np. ). Autorstwo systemów selektywnej dystrybucji informacji przypisuje się H.P. Luhnowi, który zaproponował zbudowanie w korporacjach systemu przekazującego nowe jednostki informacji z ich źródła do miejsc w korporacjach, gdzie prawdopodobieństwo ich użytecznego wykorzystania będzie największe. Oceniając wizjonerstwo tej propozycji, trzeba pamiętać, że pochodzi ona z czasów, kiedy nie istniały jeszcze sieci komputerowe ani komputery osobiste.
Dopiero na początku lat 70. ubiegłego wieku do końca wykrystalizowano koncepcję systemu SDI jako specjalistycznego narzędzia, dostarczającego dokumenty dla osób o stałych potrzebach informacyjnych. Tego typu usługi były w czasie przedinternetowym dostępne dla bardzo dużych zasobów bibliotecznych, takich jak INSPEC, czyli największej bazy bibliograficznej z zakresu fizyki, informatyki, elektrotechniki, energetyki i elektroniki, a także mechaniki, gromadzącej obecnie ponad 10 milionów referencji czy największej bazy bibliograficznej z zakresu medycyny MEDLINE, która zawiera obecnie ponad 15 milionów referencji.
Pierwszą znaną na świecie implementacją filtrów informacyjnych w sieci komputerowej łączącej komputery osobiste był system Athene napisany w języku Modula-2 (biblio) dla komputerów Lilith połączonych w sieć. Prócz implementacji zbudowano model matematyczny filtrów informacyjnych oparty na paradygmacie hipertekstu, wykorzystujący teorię grafów dwudzielnych. Projekt ten był umieszczony w kontekście badań nad systemami wyszukiwawczymi.